# Гусев, Сергей Иванович (партийный деятель)
Серге́й Ива́нович Гу́сев (настоящее имя — Я́ков Дави́дович Дра́бкин; 1 января 1874, Сапожок, Рязанская губерния — 10 июня 1933, Москва) — российский революционер, большевистский и советский партийный деятель.
Член РСДРП с 1896 года, кандидат в члены ЦК (1920—1922), член ЦКК (1923—1930), член Президиума ЦКК (1923—1925), осн. секретарь ЦКК (1924), секретарь ЦКК (1923, 1925).

## Биография

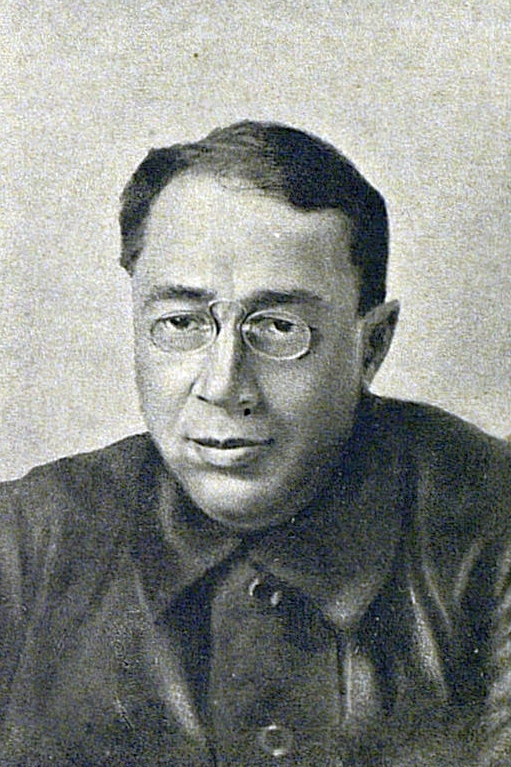
Гусев Сергей Иванович

Родился 1 января 1874 года в еврейской семье. Сын учителя.
Детство до пяти лет провёл в городе Борисоглебске. До 1884 жил в селе Надеждино (Куракино) Сердобского уезда Саратовской губернии.
В Куракине я попал под начало старой бабушки, которая принуждала меня ежедневно читать по несколько часов длиннейшие еврейские молитвы. Позже к этому присоединилось изучение библии на древнееврейском языке под руководством специально выписанного учителя. Результатом этого было непреодолимое отвращение к древнееврейскому языку и ненависть к бабушке, к религии и к богу.Из автобиографии
В 1884—1886 жил в Сердобске. В 1887 году переехал в Ростов-на-Дону, где поступил в 3 класс реального училища, которое окончил в 1892 году. В 1893 году пытался поступить в Петербургский технологический институт, но не был принят. Жил в Одессе, Ростове. В 1896 году поступил в Петербургский технологический институт.
Вступил в Союз борьбы за освобождение рабочего класса. После участия в студенческой демонстрации 4 марта 1897 был арестован 21 марта, при обыске у него были найдены социал-демократические брошюры. После этого в 1899 году Гусев был выслан в Оренбург, а затем в Ростов-на-Дону под гласный надзор полиции.
С 1900 по 1903 был сотрудником в «Приазовском крае» и «Донской речи», работал в донском партийном комитете РСДРП, который возглавлял некоторое время. В 1900—1901 ездил на 8 месяцев в Брюссель. Участвовал в руководстве ростовской забастовкой 1902 года. Скрываясь, вынужден был уехать за границу, в Женеву. Уже там узнал, что ростовчане избрали его делегатом от Донского комитета на II съезд партии.
Участник II съезда РСДРП, в свободное от заседаний время, по вечерам С. И. Гусев великолепным баритоном пел арии из опер, романсы. Осенью 1903 в рамках служебной командировки посетил ряд городов (Киев, Одесса, Николаев, Харьков) с докладами о съезде. Затем выехал за границу, где оставался (Женева, Париж) до ноября 1904 года.
Участник Первой русской революции, с декабря 1904 года по май 1905 года был секретарем Петербургского комитета РСДРП и членом Бюро комитета большинства. Затем был секретарем Одесского комитета РСДРП(б). Во время прибытия в Одессу восставшего броненосца «Князь Потёмкин-Таврический» написал В. И. Ленину письмо, в котором предлагал воспользоваться ситуацией, захватить в свои руки власть в городе и создать Временное революционное правительство. С 1906 организатор большевистской организации железнодорожного района Москвы. Весной 1906 ездил в Стокгольм на IV съезд РСДРП. В сентябре 1906 года был арестован в Москве. Провёл в тюрьме 9 месяцев, а затем был выслан в город Берёзов Тобольской губернии. Через год был переведён в Тобольск, откуда весной 1909 года бежал.
В течение лета и осени 1909 года по поручению ЦК объезжал южные города (Киев, Одесса, Николаев, Елисаветград, Екатеринослав, Харьков), затем работал около 2 месяцев в Одессе.
В 1910 году отошёл от партийной работы. Как писал сам Гусев «Острое нервное заболевание, начавшееся в Териоках и затем крайне усилившееся вследствие пребывания на нелегальном (без паспорта, без квартиры, без заработка), на долгие годы вывело из строя и лишило возможности продолжать партийную работу, которая возобновилась только в 1917 году».
Работал секретарём, корректором «Военной энциклопедии», издававшейся И. Д. Сытиным.

### После Октябрьской революции

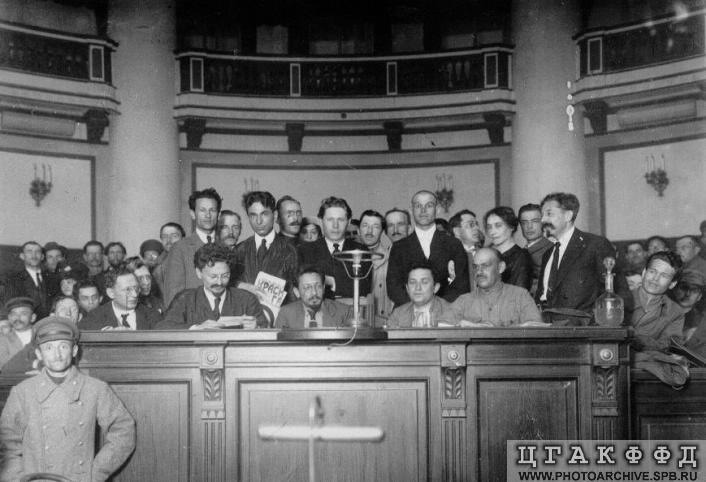
Второй съезд Советов Северной области, президиум съезда. Нижний ряд, слева направо: Урицкий М. С., Троцкий Л. Д., Свердлов Я. М., Зиновьев Г. Е., Лашевич М. М. Верхний ряд, слева направо: Харитонов М. М., Лисовский М. И., Корсак, Зарин С. С., Восков С. П., Гусев С. И., Равич С. Н., Бакаев И. П., Кузьмин Н. Н.

Во время Октябрьской революции 1917 возглавлял секретариат Петроградского военно-революционного комитета. В феврале-марте 1918 секретарь Комитета революционной обороны Петрограда, затем управляющий делами Северной коммуны, ближайший сотрудник Г. Е. Зиновьева. 12 сентября — 4 декабря 1918 — член Реввоенсовета (РВС) 2-й армии, 10 декабря 1918 — 15 июня 1919 — Восточного фронта.
В июне-декабре 1919 командующий Московским сектором обороны, военком Полевого штаба Реввоенсовета Республики. В июне-декабре 1919 и в мае 1921 — августе 1923 член РВСР. В июле-декабре 1919 в его непосредственном подчинении находились органы советской военной разведки.
Член РВС Юго-Восточного (декабрь 1919 — январь 1920), после его реорганизаци — Кавказского (январь-август 1920), Юго-Западного (сентябрь-октябрь 1920) и одновременно Южного (сентябрь-декабрь 1920) фронтов. Участник Перекопско-Чонгарской операции.
С января 1921 по февраль 1922 — начальник Политуправления РВСР и одновременно председатель Туркестанского бюро ЦК РКП(б).
В феврале 1922 — апреле 1924 член РВС Туркестанского фронта. В 1923—1925 член коллегии Наркомата рабоче-крестьянской инспекции СССР.
Гусев возглавлял Военно-историческую комиссию по изучению опыта мировой и Гражданской войн при РВС СССР. В 1925—1926 заведующий отделом печати ЦК ВКП(б). С 1928 руководитель Центрально-Европейского секретариата Коминтерна. С 1928 кандидат в члены Исполкома Коминтерна (ИККИ), в 1929—1933 член Президиума ИККИ.
Автор работ по истории Гражданской войны. Скончался после болезни в Крыму. Похоронен в Кремлёвской стене.

## Семья
- Жена — Феодосия Ильинична Драбкина (партийные псевдонимы Наташа, Марианна; урождённая Фейга Ильинична Капелевич, 1883—1957), революционерка, прообраз пропагандистки Наташи в романе М. Горького «Мать».
  - Дочь — Драбкина, Елизавета Яковлевна (1901—1974), писательница, бездетная, была репрессирована[7].

## Сочинения
- Красная армия. К годовщине её образования. 1919.
- Уроки гражданской войны. 1920.
- Единый хозяйственный план. 1920.
- Реорганизация Рабоче-Крестьянской Красной Армии. Материалы к X съезду РКП. — М.: Военная тип. штаба РККА, 1921.
- Наши разногласия в военном деле. // Красная звезда, 1925.
- Гусев С. Свияжские дни (1918 г.) (Пролетарская революция, № 2 (25), 1924) // Гражданская война и Красная армия. Сб. военно-теор. и военно-полит. ст. (1918—1924). — М. Л.: Госиздат, 1925. — С. 13—20. — 220 с.
- Гражданская война и Красная Армия. Сб. статей. — М.: Воениздат, 1958.

## Награды
Два Ордена Красного Знамени:
- 30 декабря 1920 год — «за то, что, неустанно ведя политическое воспитание армии Южного фронта, вложил в красных бойцов тот революционный подъём, который способствовал нашим блестящим успехам, приведшим к окончательному разгрому Врангеля»;
- 6 мая 1924 год — «за руководство победоносной борьбою против Деникина, Врангеля и Петлюры и за искусную подготовку ликвидации бандитизма на территории Украины».

## Киновоплощения
- Фильм «Маршал революции» (1978) — актёр Юрий Соловьёв.